# Districte de Bathinda
El districte de Bathinda és una divisió administrativa del Panjab, al sud de l'estat, dins la divisió fiscal de Faridkot. La capital és Bathinda o Bhatinda (Bhattinda). El nom escrit Bathinda fou adoptat oficialment per les autoritats índies per ser la forma local.
Després de 1754 va ser conquerida per Ala Singh, maharajà de Patiala, seguint la història de l'estat en endavant. El 1948 els estats de la regió oriental del Panjab i Patiala es van unir en l'entitat coneguda com a PEPSU (Patiala and East Punjab States Union = Unió d'Estats de Patiala i Panjab Oriental) que va quedar unida al Panjab el 1956, quan Bathinda va esdevenir districte. La població (2001) era d'1.183.295 habitants; la seva superfície és de 3367 km² i està format per 285 pobles (dels quals 4 deshabitats).
Administrativament el formen 3 tehsils:
- Bathinda
- Rampuraphul
- Talwandisabo

I 8 blocs de desenvolupament: 
- Bathinda
- Sangat
- Nathana
- Rampura
- Phul
- Maur
- Bhagta Bhaika
- Talwandisabo

Les comunitats urbanes són una (Bhisiana), les corporacions municipals una (Bathinda) i els consells municipals set 
(Sangat, Raman Mandi, Maur, Kotfatta, Rampura, Bhuchomandi i Goniana)